# 花房英樹 (漢文学者)
花房 英樹（はなふさ えいじゅ／ひでき、1914年8月14日 - 1998年1月9日）は、日本の漢文学者。京都府立大学名誉教授。

## 経歴
1914年、鳥取県鳥取市で生まれた。広島文理科大学大学院を修了。
1949年、西京大学助教授に就いた。後に教授昇格。1959年に校名変更となり、以降京都府立大学教授。1961年、学位論文『白氏文集の批判的研究』を広島大学に提出して文学博士号を取得。在職中は学部長も務めた。停年を迎え、名誉教授となった。その後は京都産業大学教授として教鞭をとり、図書館長も務めた。1985年に京都産業大学を退職。
1998年、肺炎のため死去。

## 受賞・栄典
- 1987年：勲三等瑞宝章を受章[1]。

## 著作
著書
- 『李白歌詩索引』京都大学人文科学研究所 1957
  - 改訂版『唐代研究のしおり8』編・解説、同朋舎出版 1977
- 『白氏文集の批判的研究』中村印刷出版部 1960、朋友書店 1974
- 『韓愈歌詩索引』京都府立大学人文学会 1964 - 編・解説
  - 改訂版、朋友書店 1992
- 『白居易研究』世界思想社 1971、新装版 1990
- 『白楽天 人と思想』清水書院(Century books) 1990、新装版 2016

翻訳・注解
- アーサー・ウェーリー『白楽天』みすず書房 、1959、新装版 1987、2003
- 『文選』(世界文学大系 70) 斯波六郎共訳、筑摩書房 1963
- 『文選』(全釈漢文大系 28・29)[5]集英社 1974、再版 1981
- 『藤原行成』(日本書学大系 法書篇 13) 坪井正庵共著、同朋舎出版 1989

## 参考
- 『白楽天』著者紹介

## 註
1. 1 2 3 4  『現代物故者事典 1997～1999』（日外アソシエーツ、2000年）p.472
2. ↑  国会図書館では1915年生となっている。
3. ↑  著者プロフィール(みすず書房)
4. ↑  CiNii(学位論文)
5. ↑  全7巻で、3・4巻目を担当。他は小尾郊一